# Sphinx de la tomate
Manduca quinquemaculata
Espèce
Le Sphinx de la tomate (Manduca quinquemaculata) est une espèce d'insectes lépidoptères de la famille des Sphingidae, sous-famille des Sphinginae, tribu des Sphingini et du genre Manduca. L'espèce est présente sur le continent américain. La chenille est un ravageur des cultures de solanacées, notamment de la tomate. Il est appelé « sphinx de la tomate » sous sa forme imago (papillon).

## Description

### Imago
C’est un papillon nocturne au gros corps grisâtre. L'envergure varie de 10 à 13 cm. L’adulte est souvent confondu avec son proche parent, le sphinx du tabac, qui vit dans les régions sud-est du continent américain.

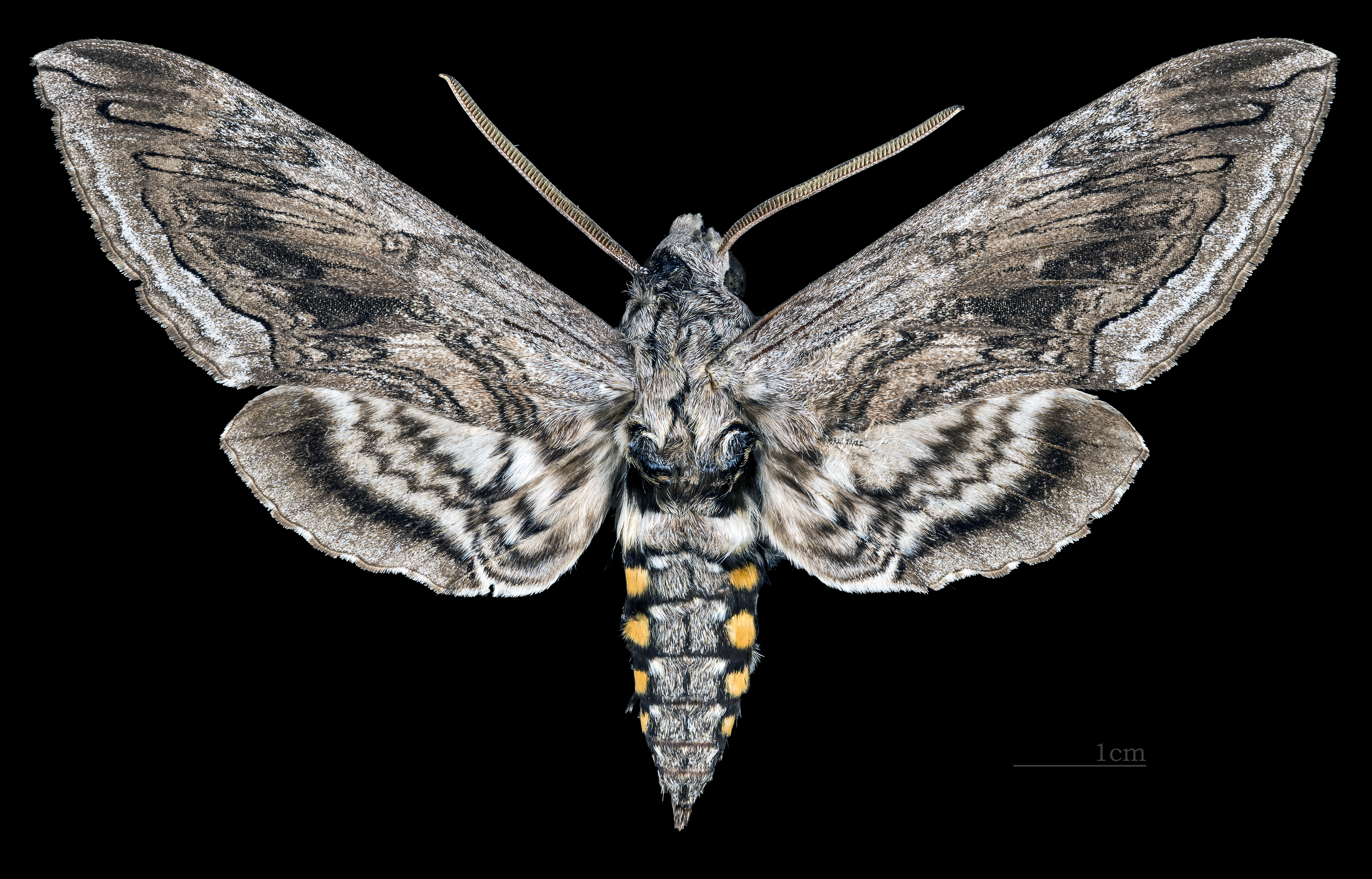
Face dorsale du mâle (coll.MHNT)
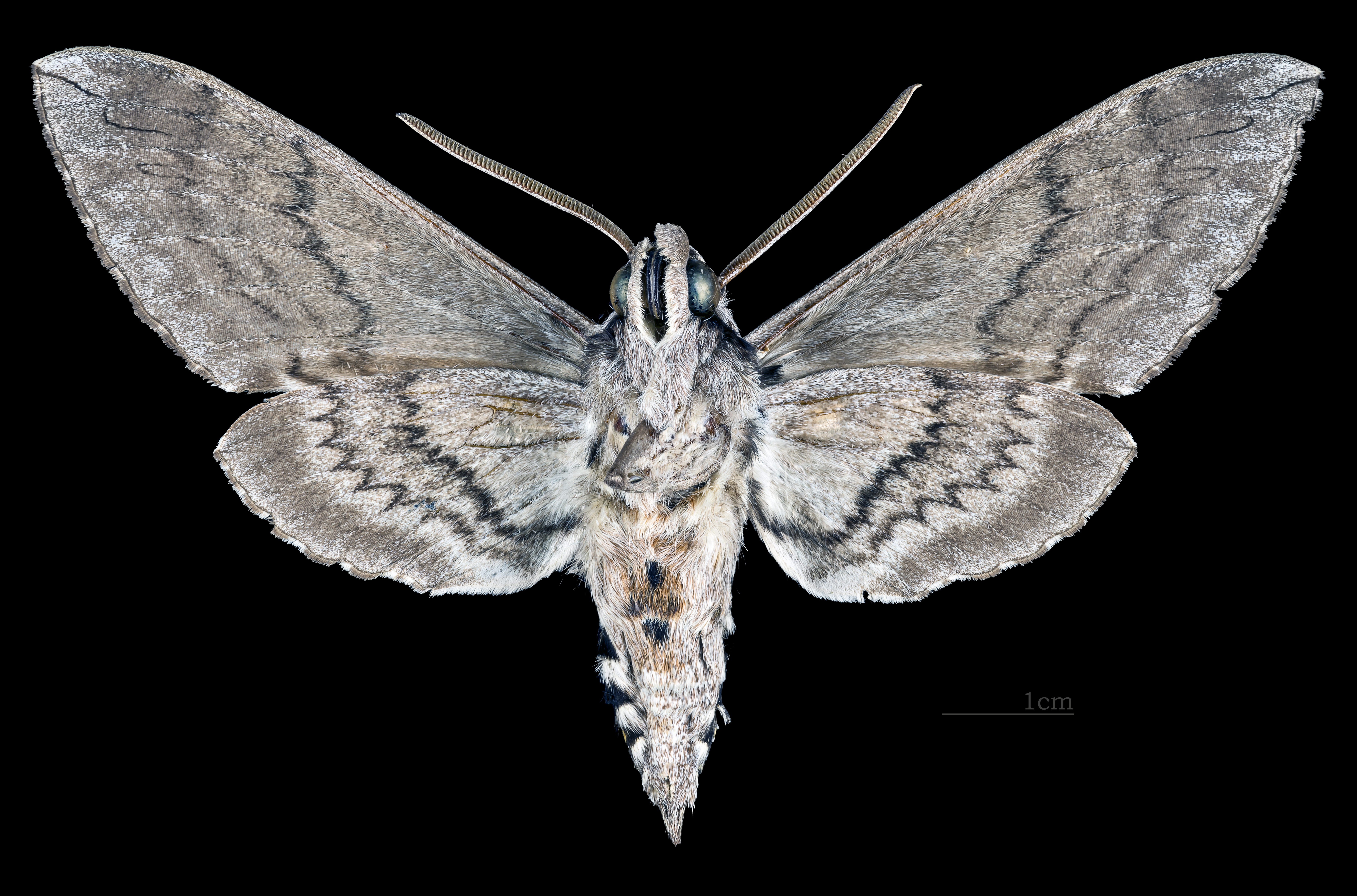
Revers du mâle (coll.MHNT)
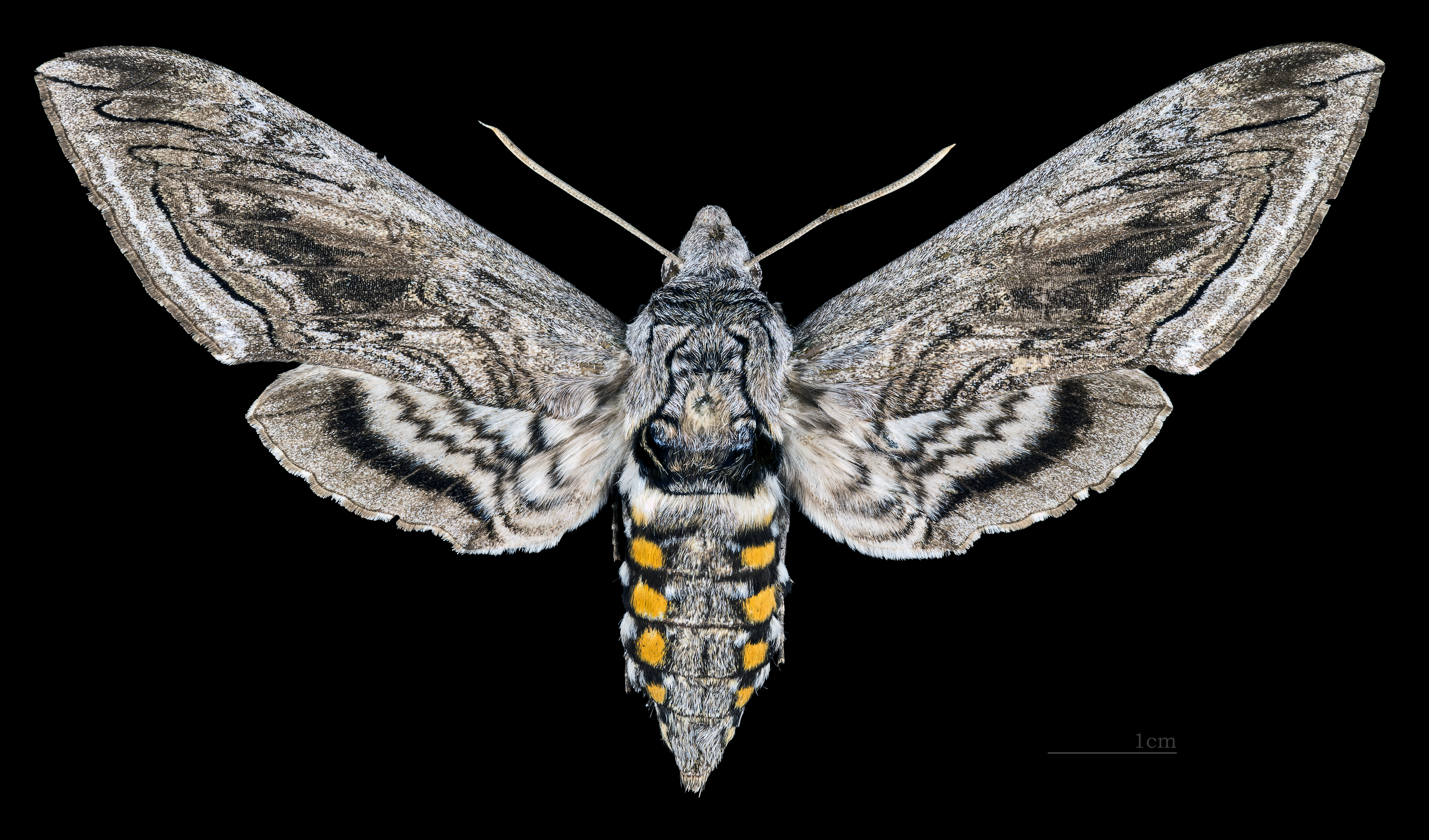
Face dorsale de la femelle (coll.MHNT)
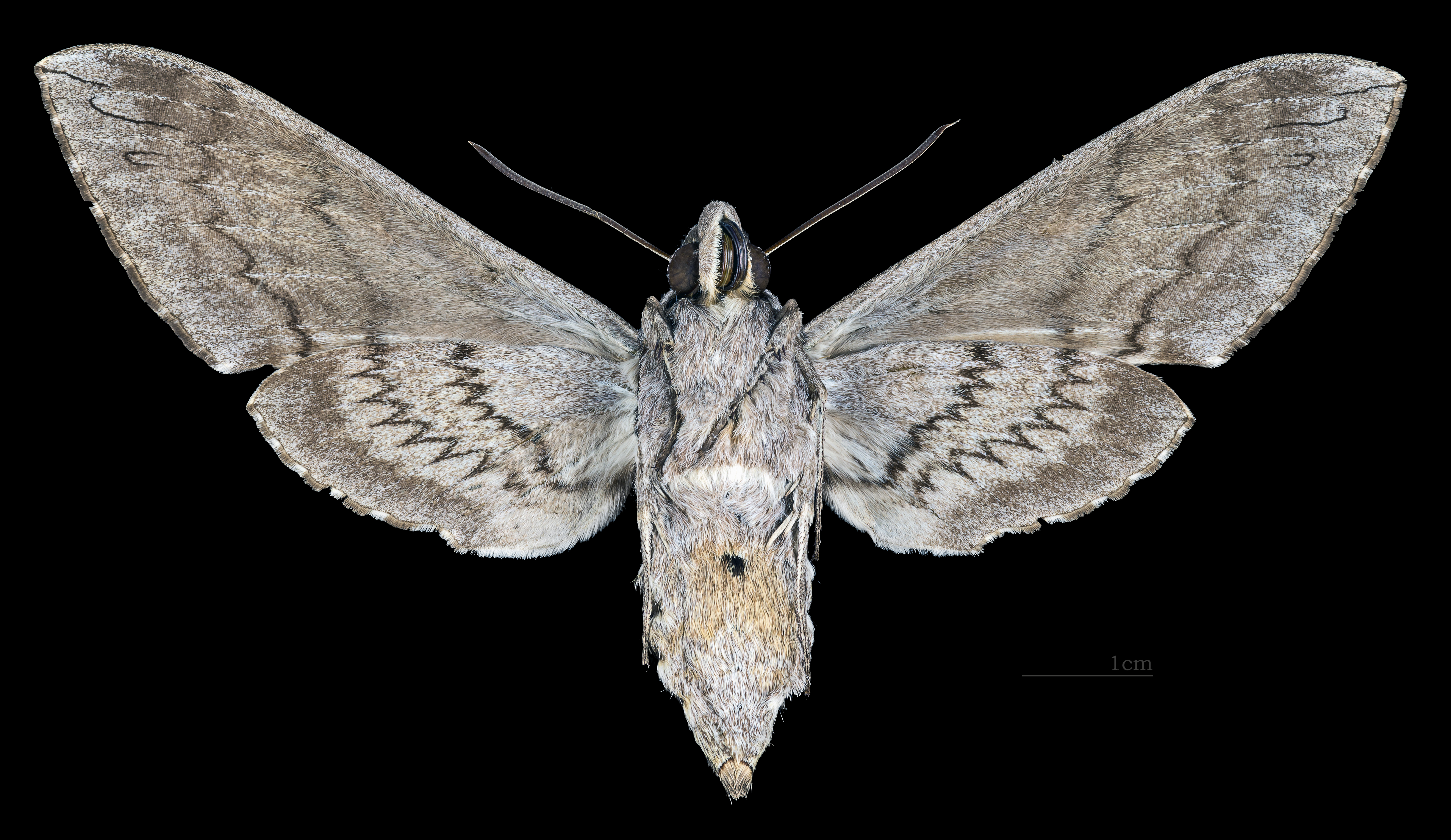
Revers de la femelle (coll.MHNT)

### La chenille
La chenille mesure 10 cm de long et elle est d’une couleur vert-bleu. Elle est également caractérisée par 7 ou 8 raies blanches, qui forment un V sur son dos, et par une épine rougeâtre sur son postérieur. C’est cette épine remarquable mais inoffensive qui donne au sphinx de la tomate son surnom de « tomato hornworm » en anglais.
Son appétit vorace pour les feuilles et parfois les fruits des tomates, des aubergines et des poivrons explique l’autre partie de son nom commun. Connu pour sa capacité incroyable de défoliation, proportionnelle à sa taille, le sphinx de la tomate est considéré comme une peste du jardin.

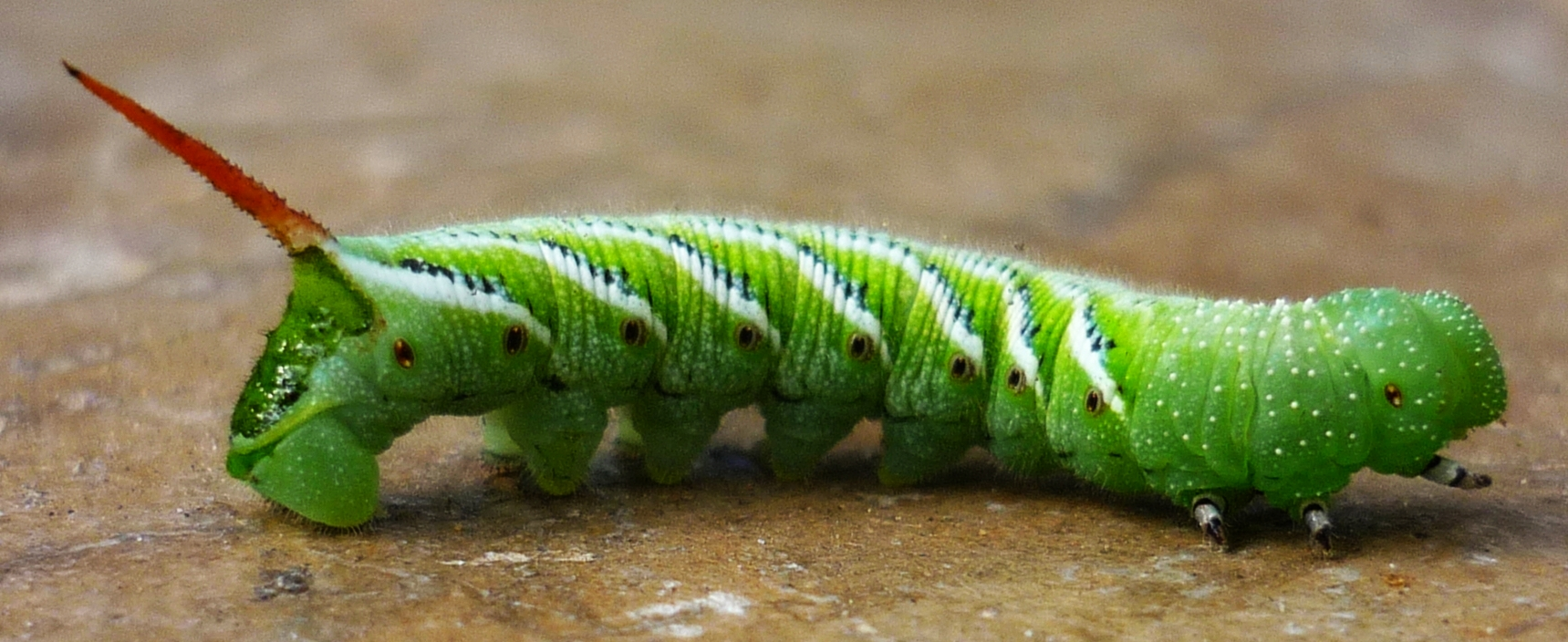
Chenille du sphinx de la tomate
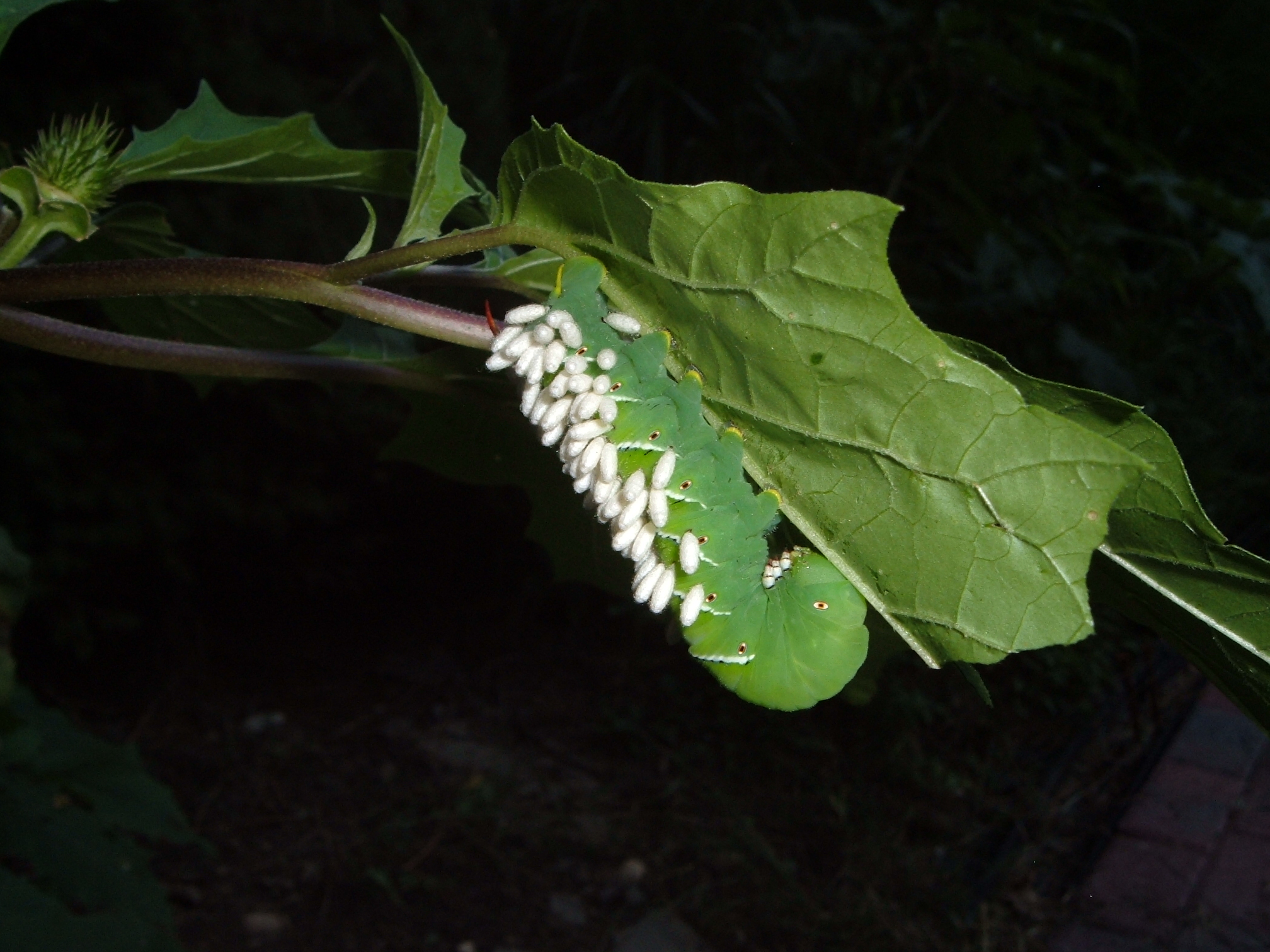
Chenille parasitée

## Répartition
L'espèce est connue dans tous les États-Unis, dans le nord-ouest du Mexique, et dans le sud du Canada.

## Cycle biologique
Un sphinx de la tomate adulte pond des œufs ronds et verts, un par un, sous les feuilles d’une tomate au début du printemps. Les chenilles commencent à manger dès leur éclosion en été, continuant ainsi pendant un mois avant de quitter la plante pour le sol. Elles creusent alors un terrier d’une profondeur de 10  à   15 cm et s'enferment dans un cocon brun de 45  à   60 mm de long dans lequel elles passent l’hiver en achevant leur développement. Elles se rencontrent surtout sur Lycopersicon esculentum, Solanum tuberosum.
Il n'y a qu'une seule génération de sphinx de la tomate par an.

## Prédation
Le sphinx de la tomate a beaucoup d’ennemis naturels.
Parmi ceux-ci, il existe un type de guêpe parasite qui pond ses œufs sur le dos de ces chenilles, pratique fatale pour celles-ci. Une chenille de sphinx de la tomate parasitée par cette guêpe présente ensuite des excroissances (ce sont des cocons du parasite fixés à son dos) .
Les oiseaux sont aussi des ennemis naturels des sphinx de la tomate.

## Systématique
L'espèce a été décrite par l'entomologiste britannique Adrian Hardy Haworth, en 1803, sous le nom initial de Sphinx quinquemaculata

### Synonymie
- Sphinx 5-maculatus Haworth, 1803
- Sphinx quinquemaculata Haworth, 1803
- Phlegethontius quinquemaculatus
- Protoparce quinquemaculatus
- Phlegethontius celeus Hübner, 1821[3]
- Protoparce quinquemaculatus wirti Schaus, 1927[4]

### Noms vernaculaires
- En français : Sphinx de la tomate ;
- Five-spotted hawkmoth en anglais.